# سیارک ۳۲۴۱
سیارک ۳۲۴۱ (به انگلیسی: 3241 Yeshuhua، نامگذاری:1978WH14) سه هزار و دویست و چهل و یکمین سیارک کشف شده‌است که در ۲۸ نوامبر ۱۹۷۸ کشف شد.
قدر مطلق سیارک برابر ۱۲٫۳۰ است.